# چاه آبی سلطان مراد جعفری
چاه آبی سلطان مراد جعفری یک منطقهٔ مسکونی در ایران است که در دهستان سرخه واقع شده‌است.